# Тантал (міфологія)
Танта́л (грец. Τάνταλος) — у давньогрецькій міфології фризький цар, син Зевса й німфи Плуто. За іншими переказами його називають сином Тмолоса й Омфали, царем Лідії. Він припустився фатальної помилки, принісши свого сина Пелопса в жертву олімпійцям, за що був скинений Зевсом в Тартарі, де він мусив переживати «танталові муки»: постійно бути біля їжі та води без змоги до них дістатися.

## Міф
Боги вшанували Тантала своєю дружбою та запросили його до свого божественного столу. Але він зрадив їхню дружбу в різний спосіб, залежно від оповідача.
За словами одного схоласта з «Одіссеї», Тантал, який проводив час на бенкеті з юнаками свого віку, вкрав нектар і амброзію, щоб пригостити своїх товаришів. Тоді Зевс прогнав його з божественного бенкету, повісив на високій горі, зв'язав за руки, а потім перекинув гору Сіпіл на місце, де він був похований. На думку схоласта, ця версія належить Асклепіаду з Трагілу. Піндар подає подібну версію, згідно з якою Тантал вкрав нектар і амброзію, щоб пригостити цими божественними ласощами смертних, за що боги покарали його, поклавши над головою величезну брилу, яка нестійко балансувала і загрожувала впасти будь-якої миті.
Згідно з Діодором Сицилійським, Тантал, якого боги допустили до спільного столу та інтимних розмов, відкрив смертним божественні таємниці. Те ж саме стверджує і Гігін, який каже, що боги покарали Тантала, прирікши його стояти наполовину зануреним у воду та страждати від голоду і спраги, під загрозою обвалу скелі.
Згідно зі схолією в «Одіссеї», Пандарій викрав зі святилища Зевса на Криті живого золотого пса, зробленого Гефестом, і довірив його Танталу. Зевс і Гермес вимагали його у Тантала, який заприсягнувся, що не має його. Кажуть, що Зевс повернув його Танталу на горі Сіпіле. Інша слохія в «Одіссеї» подає подібну версію, яка закінчується так: Зевс наказав Гермесу шукати зброю; коли той прибув до будинку Тантала, Гермес розпитав його; Тантал присягнувся Зевсом та іншими богами, що нічого про це не знає; але Гермес знайшов зброю в будинку Тантала. Схожу версію подає Антонін Ліберал.
Згідно з Овідієм, Тантал подав богам на бенкеті плоть власного сина Пелопса, щоб перевірити їхнє всезнання. Боги одразу розпізнали людську природу плоті, окрім Деметри, яка, заклопотана, проковтнула шматок плеча. Зевс негайно поклав останки Пелопса в казан і наказав Гермесу повернути дитину з підземного царства і замінити його плече шматком слонової кістки. У варіанті цієї версії Клото, яка тче нитку життя, допомагає Гермесу повернути його до життя, а його плече замінив шматок слонової кістки.
Боги покарали Тантала вироком, який став відомим як «муки Тантала»: провести вічність у Тартарі, зазнаючи потрійних поневірянь: Тантала помістили посеред річки й під фруктовими деревами, але річка пересихає, коли він нахиляється, щоб напитися з неї, а вітер здуває гілки дерева, коли він простягає руку, щоб схопити плід. Про це розповідають Гомер в «Одіссеї» і Телес у своїх діатрибах.

## Трактування міфів про Тантала
Ще за античності, як вказує Страбон, існувало раціоналістичне пояснення міфів про Тантала, згідно з яким ці міфи виникли, аби пояснити руйнування низки сіл землетрусом, що сталося за царювання реального Тантала. Сервій та Фульгенцій вважали оповідь про Тантала алегорією лихої долі, якої врешті зазнають жадібні люди. На думку Цеца, в приготуванні страви з Пелопа і його воскресінні відображено хворобу і хірургічне лікування сина місцевого жерця.
Роберт Грейвс обґрунтовував, що початково Тантал був божеством сонця або лісів, культ якого існував по всьому Пелопонессу. На це вказує відвідування Танталом у міфах бенкетів, де збиралися всі Олімпійські боги. В покаранні Тантала вбачається спогад про обряд людського жертвопринесення на честь цього бога, коли обраного жерця топили в річці. Епізод з викраденням золотого пса він трактував як повернення до святилища Реї (онуком якої був Тантал) викраденої святині.
У легенді про «Танталів бенкет» також можна побачити відлуння фригійських релігійних ритуалів, під час яких жерці споживали їжу та напої, принесені в жертву богам. Ймовірна практика серед фригійців принесення в жертву первістків (зокрема й царських) відома також в інших культурах. Переказ про «Танталів бенкет», окрім іншого, пояснював, звідки у всіх нащадків Пелопа вроджена біла пляма на плечі.

## Культурна спадщина
- Покарання Тантала було зображено на античній картині Полігнота в Дельфах[28]. В Ефіопії знаходилася статуя Тантала з чашею[29].

- У Софіївському парку розташований «Грот страху та сумніву», створений Людвігом Метцелем за мотивами міфу про Тантала[30].

- Австрійський композитор Франц фон Зуппе створив одноактну оперету «Tantalusqualen» (укр. Танталові муки) у 1868 році. Увертюра досі є одним з його найвідоміших творів.